# Зубарик
Зубарик, або морський карась гостроносий (Diplodus puntazzo) — риба родини спарові, роду Морський карась (Diplodus).

## Розповсюдження
Розповсюджений у Атлантичному океані та його морях. В Україні поширений у Чорному морі біля масиву Кара-Даг, поблизу Судака, Нового Світу, мисів Аю-Даг, Айя і Фіолент та м. Севастополя (бухти Кришталева, Омега, Костянтинівський равелін).

## Будова
Тіло видовжено-округле, високе, стиснуте з боків. Лінія спини за головою крута, черево плоскіше, хвостове стебло коротке, низьке. Спинний плавець довгий. Основи грудних та черевних плавців наближені, з них грудні — довгі, черевні — короткі. Голова велика, рило загострене, рот невеликий. На обох щелепах однорядні зуби: спереду по 8 вузьких довгих і спрямованих вперед, з кожного боку близько 15 дуже дрібних і загострених. Довжина тіла до 50 см, вага до 3 — 4 кг. Тривалість життя близько 10 років. Тіло сірувато-сріблясте, на боках по 5-8 вузьких поздовжніх чорних смужок, на боках хвостового стебла великі чорні плями.

## Спосіб життя
Перебуває здебільшого у прибережних ділянках моря, на глибині до 150 м, найчастіше на глибинах 6 — 10 м. Тримається серед підводних скель, що поросли водяними рослинами. Перед нерестом утворює невеликі зграї. Нереститься протягом серпня — вересня; у цей період агресивний. У статевих залозах зубарика є як чоловічі так і жіночі статеві клітини, але дозріває тільки один вид клітин, гермафродитизм не спостерігався. Росте досить швидко: довжина тіла і маса у жовтні становлять відповідно 10 — 14 см та 40 — 90 г, наприкінці 2 року життя — 20-23 см і 240 — 330 г, на 8-9 році — 30-32 см і 900 — 950 г. Молодь живиться планктонними та бентосними організмами, личинками інших риб; дорослі особини — водоростями, також рибою, молюсками, ракоподібними.

## Значення
Промислового значення не має. Вид занесений до Червоної книги України.